# Le Rheu
Le Rheu (tiếng Breton: Reuz) là một xã của tỉnh Ille-et-Vilaine, thuộc vùng Bretagne, miền tây bắc nước Pháp.

## Dân số
Người dân ở Le Rheu được gọi là Rheusois.
| 1936                                            | 1954 | 1962 | 1968 | 1975 | 1982 | 1990 | 1999 | 2006 |
| ----------------------------------------------- | ---- | ---- | ---- | ---- | ---- | ---- | ---- | ---- |
| 1197                                            | 1273 | 2001 | 3080 | 3869 | 4276 | 5027 | 5733 | 7227 |
| Starting in 1962: Population without duplicates |      |      |      |      |      |      |      |      |